# Назарий (Андреев)
Епи́скоп Наза́рий (в миру Никола́й Ива́нович Андре́ев; 27 сентября [9 октября] 1865, село Кочкурово, Ардатовский уезд, Симбирская губерния — 21 мая 1940, посёлок Петушки, Петушинский район, Владимирская область) — епископ Русской православной церкви, епископ Челябинский и Троицкий.

## Биография
Родился 27 сентября 1865 года в селе Кочкурово Ардатовского уезда Симбирской губернии (ныне — в Дубёнском районе Мордовии) в семье священника.
В 1880 году окончил Алатырское духовное училище, в 1887-м — Симбирскую духовную семинарию.
26 августа 1887 году рукоположен в сан диакона, после чего до 1888 года служил в селе Большие Березняки Карсунского уезда Симбирской губернии. Одновременно был учителем церковно-приходской школы.
4 сентября 1888 года был рукоположён в сан священника и был назначен к Христорождественской церкви села Шемурша Сызранского уезда Симбирской губернии.
Затем последовательно был настоятелем в храмах: Троицком с. Кочкуши Ардатовского уезда, заведующий ЦПШ (1891), Троицком с. Кашинка Симбирского уезда (1896), Михаило-Архангельском с. Алово Алатырского уезда (1898), Казанском с. Папузы Карсунского уезда (1903), Иоанно-Богословском с. Опалиха Симбирского уезда (1904).
В 1906 году овдовел. Дети: Виктор, Павел.
В 1907 году поступил в Казанскую духовную академию.
24 сентября 1910 года пострижен в монашество с именем Назарий.
В 1911 году окончил академию со степенью кандидата богословия с правом преподавания в семинарии и назначен на должность настоятеля Алатырского Свято-Троицкого монастыря с возведением в сан архимандрита.
5 июня 1912 года наречён, а 1 июля хиротонисан во епископа Алатырского, викария Симбирской епархии. Хиротонию совершали: архиепископ Финляндский Сергий (Страгородский), архиепископ Северо-Американский Платон (Рождественский), епископ Пермский Палладий (Добронравов), епископ Смоленский Феодосий (Феодосиев) и епископ Олонецкий Никанор (Надеждин).
Награжден набедренником (1896), скуфьей (1902), орденом св. Владимира III степени (1913).
На допросе 1 октября 1928 года он сказал: «Февральскую революцию я встретил в Симбирске, куда приехал к своему правящему архиерею. Но к революции я относился безразлично, считая своей обязанностью христианизацию общества и выполнение заповеди: „Возлюби ближнего, как самого себя“».
Во время работы Поместного собора архиепископ Вениамин (Муратовский) часто отлучался из епархии, а управление ею легло на плечи викарного епископа Назария, поэтому сам на Собор не прибыл.
25 октября 1917 года назначен временно управляющим Енисейской епархией. В ноябре прибыл к месту служения. В декабре на епархиальном съезде духовенства и мирян избран на кафедру.
9 февраля 1918 года официально назначен епископом Енисейским и Красноярским.
Участник Сибирского соборного церковного совещания, кандидат в члены Высшего Временного Церковного Управления Сибири. В 1919 году инициатор создания фонда помощи семьям убитых священнослужителей.
В 1928 году уполномоченный 1-го отделения Троицкого окружного отдела ОГПУ Уральской области Филатов так описывал епископа Назария:

С октябрьской революции, в период гражданской войны и позднее Андреев проявлял и проявляет себя ярым противником советской власти и непримиримым контрреволюционером, поставившим своей задачей всю жизнь бороться против диктатуры рабочего класса, против кучки «диких масонов, разбойников, разрушающих Святую Русь и Отчизну, строящих новую общественность на грабеже, насилии, варварстве и крови трудящихся», так писал Андреев в своем воззвании к населению в 1919—1920 годах. Когда Сибирь была захвачена контрреволюцией и чехословаками, Андреев пишет и распространяет воззвания к верующим с требованиями принятия решительных мероприятий против «посягателей на святую Русь и православную веру, вытравливаемую святотатцами, потерявшими человеческий облик, людьми-зверями большевиками». Он пишет и распространяет слухи о зверствах большевиков: «Не просто убивают, а зверски мучают: выкалывают глаза, отрезают уши, забивают гвозди, закапывают живыми в могилы, топят в реках не только своих врагов с оружием в руках, но и тысячи мирных жителей. Леденеет кровь от ужасов, творимых воровскими шайками безбожников-большевиков. Разрушена мощь, поругана честь. За Уралом, в Поволжье, около златоглавой Москвы царят хаос, нищета, голод и смерть», — так заканчивает свое воззвание Андреев (апрель 1919 г.). С разгромом белой армии Андреев ведет энергичную деятельность по встрече и устройству беженцев, особенную заботливость проявляет к устройству реакционного духовенства. В своём доме устраивает 50 семейств — 178 человек, всем дает приют и материальную поддержку.
В 1922 году уклонился в обновленческий раскол. В обращении к патриарху Тихону «от группы священников и мирян, не разделяющих принципов обновленческого движения», значилось: «В один воскресный день сентября месяца 1922 г. епископ Енисейский и Красноярский Назарий был вызван в местное ГПУ, где ему вручен был билет на проезд по железной дороге до г. Томска и предложено с первым поездом отправиться в распоряжение Сибирского Церковного Управления (Сибирской Церкви). В город явился вновь назначенный СибЦУ лжеепископ Александр Сидоровский».
16 января 1923 года назначен на Ростовскую-на-Дону обновленческую епархию, став одновременно заместителем обновленческого митрополита Северо-Кавказской области.
Уклонялся в Григорианский раскол (член Временного высшего церковного совета).
В июле 1926 года принёс покаяние и был принят Московской Патриархией в сане епископа. Жил на покое в Алатырском Троицком монастыре.
В феврале 1928 года назначен епископом Челябинским.
Постановлением Временного патриаршего Священного синода 27 апреля 1928 года Троицкое викариатство было упразднено, епископ Троицкий Антоний (Миловидов) был переведён на Бугульминское викариатство в Самарской епархию, а управление Челябинской епархией сосредоточилось в руках епископа Назария (Андреева), с присвоением преосвященному титула епископа Челябинского и Троицкого и предоставлением ему права проживания в Троицке, с обязательным условием посещения для совершения богослужений Челябинска — по крайней мере, 1 раз в месяц.
Через два месяца пребывания епископа Назария в Троицке уполномоченный 1-го отделения Троицкого окружного отдела ОГПУ Уралобласти Филатов предоставил доклад начальнику отдела Альтбергу. В докладе он сообщал:

С приездом в Челябинск, а затем и в Троицк Андреев занялся укреплением своих общин. Налаживает связь с благочиниями и приходами. Ставит задачу — разгром обновленческих общин и присоединение их на своё водительство, что ему удаётся, он отбивает у обновленцев три прихода. Собирает деньги по приходам и благочиниям, проводит благочиннические съезды. Вносит новые брожения в религиозные общины, внушает, что раскол выгоден врагам религии и что этот раскол получился среди духовенства исключительно по инициативе атеистов. Наконец, вращаясь повседневно среди «бывших людей» — купечества и к/р элемента, епископ Назарий среди этой публики ведет пропаганду о том, что «советская власть своей политикой парализует общественную энергию, убивает всякий стимул к работе, ведет общество к обнищанию и небывалым кризисам, убивает культуру, толкает молодое поколение к распущенности и разврату, делает из людей пьяниц, лодырей. Всякое понятие о нравственности топчется в грязь, поругана церковь и преследуется духовенство. Всякая здоровая мысль убивается».
Резолюция начальника отдела ОГПУ Альберга на этот доклад-донос: «т. Филатов, заведи следственное дело, проведи обыск и арест. Привлечь к ответственности по ст.58-10».
28 сентября 1928 года арестован в Троицке по обвинению в том, что он «без разрешения, конспиративно, пишет и распространяет по приходам воззвания, которыми вносит смуту среди верующих и духовенства». Из всех допрошенных лишь один дал показания о якобы «к/р деятельности» епископа.
18 января 1929 года постановлением Особого совещания при Коллегии ОГПУ епископ Назарий был лишён права проживания в шести главных городах (Москве, Ленинграде, Киеве, Харькове, Одессе, Ростове-на-Дону), их губерниях и округах, а также на Урале, с прикреплением к определенному месту жительства сроком на три года, считая срок с момента вынесения приговора, с зачётом предварительного заключения. Местожительством архиерей избрал город Орёл. В апреле 1932 года ему было разрешено свободное проживание на всей территории СССР. Предположительно выехал на Кубань, к сыну Виктору, который, по данным на осень 1928 года, работал учителем математики в одной из школ 2-й ступени Краснодара.
В 1930-е годы епископ Назарий состоял на покое как иерарх, находящийся в юрисдикции митрополита Сергия. Известно, что 27 ноября 1932 года он участвовал в хиротонии архимандрита Иосифа (Чернова). Имя епископа Назария (Андреева), как пребывающего на покое, значилось и в списке православных архиереев, составленном канцелярией митрополита Сергия в конце 1933 — начале 1934 года.
Скончался 21 мая 1940 года в посёлке Петушки Владимирской области

## Сочинения
- Речь при наречении во епископа // Церковные ведомости. Приб. 1912. № 27;
- Речь в день столетия И. А. Гончарова // Симбирские Епархиальные Ведомости. 1912. — № 13;
- К духовенству епархии // Симбирские Епархиальные Ведомости. 1914. — № 1, 8/9;
- Проповедь // Симбирские Епархиальные Ведомости. 1917. — № 8;
- Скорби архипастырского сердца о судьбах Церкви; Обращение к пастырям и пастве // Тобольские Епархиальные Ведомости. 1918. — № 29-33;
- Возлюбленные о Господе чадца православной паствы Енисейской // Енисейские Епархиальные Ведомости. 1918. — № 3/4;
- Возлюбленным пастырям, приходским советам и верующей пастве Церкви Енисейской; Слово в Неделю блудного сына; Православному населению Енисейской епархии; Архипастырское предложение; Пастырям и клиру Церкви Енисейской // Енисейские Епархиальные Ведомости. 1919. № 1/2, 4, 19/20;
- Верующей пастве Церкви Енисейской // Сельская жизнь. 1919. № 48 (Белая гвардия. 2008. № 10. С. 264);
- «Тезисы» епископа Назария // Красноярский рабочий. 1922. № 116. С. 2;
- Обращение; Письмо к П. Суховскому // Православное слово Сибири. 2003. — № 1. — С. 16-17; № 3. — С. 14-15.